# Picking Up the Pieces (Paloma Faith)
Picking Up the Pieces è un singolo della cantante inglese Paloma Faith pubblicato il 18 maggio 2012, come primo estratto del suo secondo album in studio Fall to Grace

## Tracce
- Download digitale

1. Picking Up the Pieces (Radio edit) – 3:34

- Digital EP

1. Picking Up the Pieces (Radio edit) – 3:34
2. Picking Up the Pieces (Acoustic version) – 3:45
3. Picking Up the Pieces (RackNRuin Remix) – 4:11
4. Picking Up the Pieces (Moto Blanco Club Mix) – 8:20

## Classifica
| Classifica (2012)       | Posizione raggiunta |
| ----------------------- | ------------------- |
| Official Charts Company | 74                  |

## Pubblicazione
| Paese       | Data           | Formati                       |
| ----------- | -------------- | ----------------------------- |
| Francia     | 18 maggio 2012 | Download digitale, Digital EP |
| Irlanda     | 18 maggio 2012 | Download digitale, Digital EP |
| Regno Unito | 20 maggio 2012 | Download digitale, Digital EP |
| Stati Uniti | 14 agosto 2012 | Download digitale             |